# 热电联产

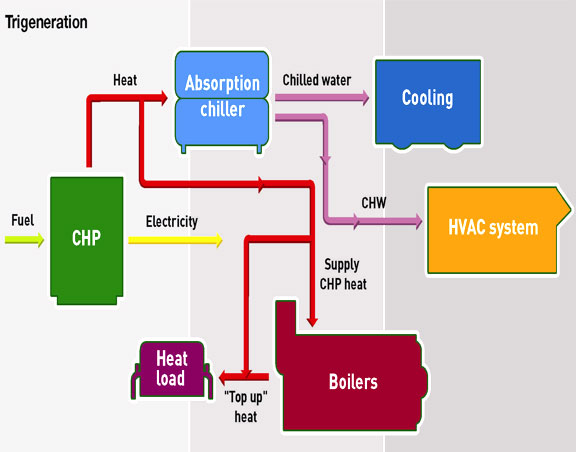
三重热电联产循环（Trigeneration cycle）

热电联产（又稱汽電共生，縮寫：CHP），是利用熱機或發電站同時產生電力和有用的熱量。三重热电联产（Trigeneration）或冷卻，熱和電力聯产（CCHP）"是指從燃料燃燒或太陽能集熱器中同時產生電和有用的熱量和冷卻。
熱電聯產是燃料的熱力學有效使用。 在單獨的電力生產中，一些能量必須作為廢熱被丟棄，但是在熱電聯產中，這些熱能中的一些被投入使用。所有熱電廠在發電期間排放的熱量，可以通過冷卻塔，煙道氣或通過其它方式釋放到自然環境中。相反，熱電聯產捕獲一些或全部用於加熱的副產物，或者非常接近於工廠，或者特別是在斯堪的納維亞和東歐，作為用於生活區域加熱的熱水，溫度範圍為約80至130℃。這也稱為“熱電聯產區域供熱”（combined heat and power district heating, 缩写CHPDH）。小型熱電聯產廠是分散式發電的一個例子。在中等溫度（100-180℃，212-356°F）下的副產物熱量也可以用於吸附式制冷機中以進行冷卻。
热电联产為一種工業製程技巧，利用發電後的廢熱用於工業製造或是利用工業製造的廢熱發電，達到能量最大化利用的目的。以先發電式來說由於傳統發電機效率只有30%左右，高達70%燃料能量被轉化成無用的熱，汽電共生能再利用30%的熱能於工業，使燃料達到60%效率。系統使用了各種工業機具原本就會在運作中所產生的廢熱，等於所發的電都是額外的收益。

## 概述

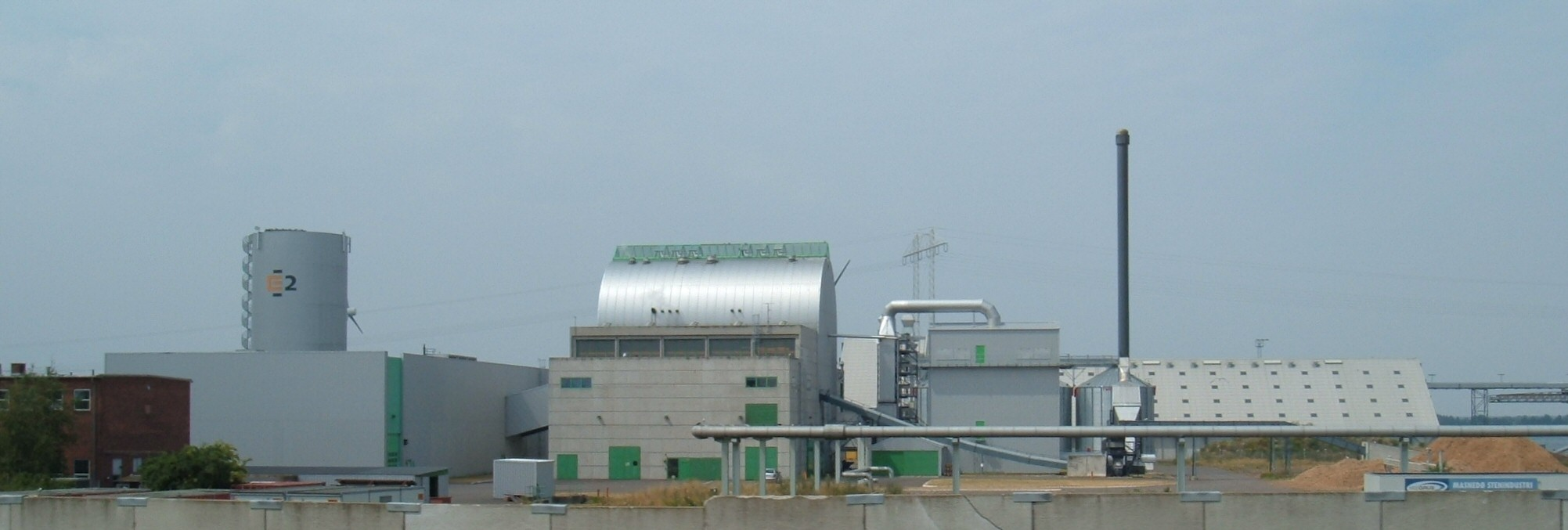
丹麥的一個應用範例，生物柴油發電廠的廢熱可用來加熱園藝用溫室。

热力发电厂（包括使用易裂變材料或燃燒煤，石油或天然氣的热力发电厂）和一般的熱機不將所有的熱能轉換成電能。在大多數熱機中，略多於一半的熱量作為多餘的熱量被損失（參見：熱力學第二定律和卡諾定理）。通過捕獲多餘的熱量，热电联产(CHP)使用在常規發電廠中浪費的熱量用於加熱，有潛力達到高達80％的燃料效率。這意味著能够消耗更少的燃料而产生同样多的有用能量。
当热量可以在现场使用或非常接近时，热电联产是最有效的；但当热量必须传输较长距离时，总效率则降低：这需要高度隔热的管道，其价格昂贵并且低效；而电可以沿着相对简单的电线传输，并且对于相同的能量损耗可以在更长的距离上传输。
在冬季寒冷的地区，常见在汽车发动机的散热器上连接管道、将热水导入车厢内进行加热的做法，此时发动机变成热电（以及机械动力）联产设备。该示例说明了热电联产的部署取决于热的利用是否集中于热机附近的观点。

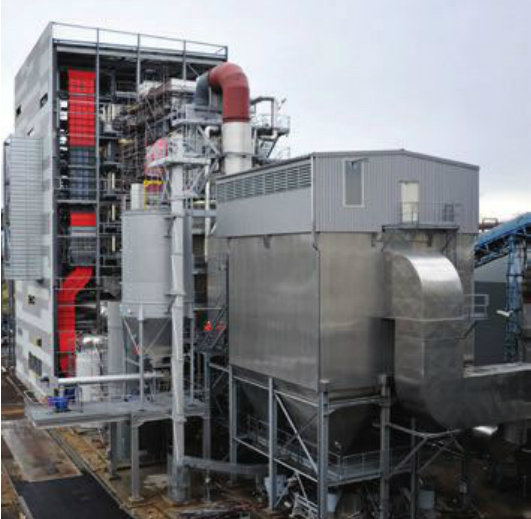
在法国梅斯的一座热电联产厂。45兆瓦锅炉使用废木材的生物质作为能源，为30,000栋住宅供电和供热。

热电联产是在寒冷气候中减少供热系统碳排放的最具成本效益的方法，被认为是将能源从化石燃料或生物质转化为电力的最节能的方法。热电联产厂通常在城市的区域供热系统、医院、监狱等建筑物的中央供暖系统中使用，并且通常用于工业用水、冷却、蒸汽生产等产热过程中。

## 類型

### 先發電式
鍋爐蒸氣先用於發電，用剩的蒸氣熱能再投入某種工業製程，同時發的電也投入工業製程，剩電賣給電網。
適合中等溫度製程的產業：食品、造紙、化工、養殖、農業
現有系統：
- 燃氣渦輪機外掛廢熱爐式
- 燃氣渦輪機式
- 蒸氣渦輪機式
- 複合循環式
- 柴油引擎式

### 後發電式
鍋爐蒸氣先用於某種工業製程，用剩的蒸氣熱能再投入發電，同時發的電也投入工業製程，剩電賣給電網。
適合高溫度製程的產業：冶金、玻璃、水泥
現有系統：
- 蒸氣渦輪機式
- 有機朗肯機式（Organic Rankine Cycle）

## 工廠類型

### 微型熱電聯產
微型熱電聯產(MicroCHP, 或MCHP)是所謂的分佈式能源（DER），在房屋或小型企業中的安裝通常小於5kWe，而不是燃燒燃料僅僅加熱空間或水，除了熱以外，能量被轉換成電。這種電可以在家庭或商業中使用，或者如果電網管理允許，則被賣回電網。
Delta-ee顧問公司在2013年表示，在全球銷售的64％，燃料電池微型熱電聯產在2012年超過了常規系統銷售。2012年在日本“Ene農場項目”中銷售了20,000台。使用壽命約60,000小時。對於在夜間關閉的PEM燃料電池單元，這相當於估計壽命為十年至十五年。安裝前價格為22,600美元。2013年，國家對50,000個單位的補貼已經到位。
小型熱電聯產系統的發展為住宅級太阳能光伏（PV）陣列的內部電力備份提供了機會。在2011年的一項研究結果表明，PV + CHP混合系統不僅具有從根本上減少現有電力和供暖系統中的能源浪費的潛力，而且還使太陽能光伏的份額能夠擴大約五倍。
微型熱電聯產裝置使用五種不同的技術：微型燃氣渦輪發動機，內燃機，斯特林發動機，閉式循環蒸汽机，和燃料電池。

### 三重熱電聯產
產生電，供熱和製冷的工廠稱為"三重熱電聯產"(Trigeneration), 或多重聯產工廠。與吸附式製冷機相連的熱電聯產系統使用廢熱進行製冷。

### 熱電聯產區域供熱
在美國，聯合愛迪生公司(Consolidated Edison)通過其七個熱電聯產工廠每年向曼哈頓區的10萬棟建築分配660億公斤350°F（180°C）的蒸汽，這是美國最大的蒸汽區。峰值交付量為每小時1000萬磅（或約2.5GW）。

## 分布式发电
当适应建筑物或需要永久的需要电力，供暖和制冷的建筑群时，三重热电联产具有最大的好处。这样的安装包括但不限于：数据中心，制造设施，大学，医院，军事设施和学校。本地化三重热电联产具有分布式发电（Distributed Generation）描述的附加好处。在任务关键型应用中冗余的功率，更低的功率使用成本和将电力卖回本地电网的能力是几个主要优点。即使对于小型建筑物，例如单独的家庭住宅三重热电联产系统，由于能源利用增加而提供优于热电联产的益处。这种提高的效率还可以提供显着减少的温室气体排放，特别是对于新社区。
大多数工业国家在具有大电力输出能力的大型集中设施中产生其大部分电力需求。这些工厂具有优良的规模经济，但通常长距离传输电力，造成相当大的损失，对环境产生负面影响。只有在工业区，附加发电厂或城市的紧邻地区存在足够的需求时，大型发电厂才能使用热电联产或三重热电联产系统。在主要城市中具有三重热电联产应用的实例是纽约市蒸汽系统。

## 成本
通常，对于燃气发电厂，每千瓦（kW）电力的完全安装成本约为£400英镑/ kW（$577美元），这与大型中央发电站相当。
参见電源成本

## 参阅
- 卡诺循环
- 電源成本
- 分散式發電 (包括热电联产的更通用的術語)
- 發電
- 工業氣體
- 微型熱電聯產
- 紐約市地下蒸汽系統
- 朗肯循环